# Distribuição de Wigner
Em matemática, a distribuição de Wigner é uma transformação bilinear usada na análise de sinais cujo espectro de frequência varia com o tempo (espectros chamados não-estacionários ou dinâmicos). A exemplo da transformada de Fourier de curto termo e da transformada de Wavelet, ela mapeia funções do domínio do tempo para o espaço misto tempo-frequência

.
A distribuição de Wigner possui a grande desvantagem de não ser linear: considerando f(t) como a soma de duas componentes f1 e f2(t), com distribuições associadas W1 e W2(ω,τ), em geral W(ω,τ) ≠ W1(ω,τ) + W2(ω,τ). Essa não-linearidadee traz muitos inconvenientes na análise, por isso prefere-se empregar a transformada de Wavelet em seu lugar.

## Definições
A distribuição de Wigner de uma função f(t) é uma função complexa W(ω,τ) dada pela expressão
{\displaystyle {\mathcal {W}}\{f(t)\}\;=\;W(\omega ,\tau )\;=\;\int _{-\infty }^{\infty }f\left(\tau +{\frac {t}{2}}\right)\cdot f^{*}\left(\tau -{\frac {t}{2}}\right)\cdot e^{-i\omega t}\;dt\qquad (1a)}

onde o asterisco (*) denota o conjugado complexo. A transformação inversa é dada pela expressão
{\displaystyle f(t)\;=\;{\mathcal {W}}^{-1}\{W(\omega ,\tau )\}\;=\;{\frac {1}{2\pi \cdot f^{*}(0)}}\int _{-\infty }^{\infty }W\left(\omega ,{\frac {\tau }{2}}\right)\cdot e^{i\omega \tau }\;d\omega \qquad (1b)}

## Propriedades

### Relação com a transformada de Fourier
Por inspeção, ver que as equações (1a) e (1b) podem ser escritas como
{\displaystyle W(\omega ,\tau )\;=\;{\mathcal {F}}\left\{f\left(\tau +{\frac {t}{2}}\right)\cdot f^{*}\left(\tau -{\frac {t}{2}}\right)\right\}\qquad (2a)}

e
{\displaystyle f(t)\;=\;{\frac {1}{f^{*}(0)}}\cdot {\mathcal {F}}\left\{W\left(\omega ,{\frac {t}{2}}\right)\right\}\qquad (2b)}

onde {\displaystyle {\mathcal {F}}\left\{W\left(\omega ,{\frac {t}{2}}\right)\right\}} é a transformada de Fourier da distribuição W(ω,τ) com {\displaystyle \tau \;=\;{\frac {t}{2}}}.
Além disso, Se denotarmos a transformada de Fourier de uma função f(t) por F(ω) e sua distribuição de Wigner por W(ω,τ), então teremos
{\displaystyle {\mathcal {W}}\{F(\omega )\}\;=\;W(\tau ,-\omega )\qquad (2c)}

### Espectro de potência
{\displaystyle \int _{-\infty }^{\infty }\left|{\frac {}{}}f(t)\right|^{2}\;dt\;=\;{\frac {1}{2\pi }}\int _{-\infty }^{\infty }\int _{-\infty }^{\infty }W(\omega ,\tau )\;d\omega \;d\tau \;=\;{\frac {1}{2\pi }}\int _{-\infty }^{\infty }\left|{\frac {}{}}F(\omega )\right|^{2}\;d\omega \qquad (2a)}

## Tabela de distribuições de Wigner
| {\displaystyle f(t)}                                             | {\displaystyle W(\omega ,\tau )} |
| ---------------------------------------------------------------- | --- |
| {\displaystyle \delta (t-a)}                                     | {\displaystyle \delta (\tau -a)} |
| {\displaystyle e^{i(at^{2}+bt+c)}}                               | {\displaystyle \delta \left({\frac {a}{\pi }}\tau +{\frac {b-\omega }{2\pi }}\right)} |
| {\displaystyle \cos(at)}                                         | {\displaystyle {\frac {1}{4}}\left[\delta \left({\frac {\omega +a}{2\pi }}\right)+\delta \left({\frac {\omega -a}{2\pi }}\right)+2\cos(2a\tau )\cdot \delta \left({\frac {\omega }{2\pi }}\right)\right]} |
| onde: - {\displaystyle \delta (t)\,} é a função impulso unitário | |

## Distribuição cruzada de Wigner
Para um par de funções f e g(t) define-se a distribuição cruzada de Wigner através da equação
{\displaystyle {\mathcal {W}}_{c}\{f(t),g(t)\}\;=\;W_{c}(\omega ,\tau )\;=\;\int _{-\infty }^{\infty }f\left(\tau +{\frac {t}{2}}\right)\cdot g^{*}\left(\tau -{\frac {t}{2}}\right)\cdot e^{i\omega t}\;dt\qquad (3a)}

onde o asterisco (*) denota o conjugado complexo. Em aplicações práticas, f(t é o sinal que se deseja analisar e g(t) representa uma janela deslizante que seleciona segmentos temporais desse sinal, a exemplo do que se faz com as transformadas de Fourier de tempo curto e de Wavelet.